# Rue Camille-Lenoir
La rue Camille-Lenoir  est une voie de la commune de Reims, située au sein du département de la Marne, en région Grand Est.

## Situation et accès
La rue Camille-Lenoir dépend administrativement au Quartier Cernay Jamin - Jean Jaurès - Épinettes à Reims.

## Origine du nom
Elle porte ce nom en hommage à Camille Lenoir (1859-1931) qui fut député de la Marne.

## Historique
Elle porte sa dénomination actuelle depuis 1936.

## Bâtiments remarquables et lieux de mémoire
- Au n° 19 rue de Bétheny renommée en rue Camille-Lenoir, était situé les bains Douches construits sur l’emplacement de l’usine OHL.